# チャモヤーダ
チャモヤーダ(Chamoyada)またはラスパド(Raspado)は、甘くてスパイシーな氷状の飲み物である。果物から作り、チャモイで味付けする。メキシコ料理の1つで、アメリカ合衆国でも、メキシコ系アメリカ人の人口割合が多い地域では一般的である。マンゴーのシャーベットやマンゴー味のかき氷で作るのが一般的であるため、マンゴーナーダ(Mangonada)やチャマンゴー(Chamango)と呼ばれることもある。
チャモイソースとかき氷（またはアイスクリームやシャーベット）、チリパウダー、砕いた果物を混ぜて作る。アイスキャンディーのポプシクルを混ぜることもある。チャモヤーダを飲むためのストローの外側には、しばしばタマリンドのキャンディーが付けられている。
レモン、グアバ、タマリンド、パイナップル、イチゴ等の味で作ることもある。